# Krimtatarische Literatur

Die Krim (rot eingezeichnet) auf einer Karte des Schwarzen Meeres

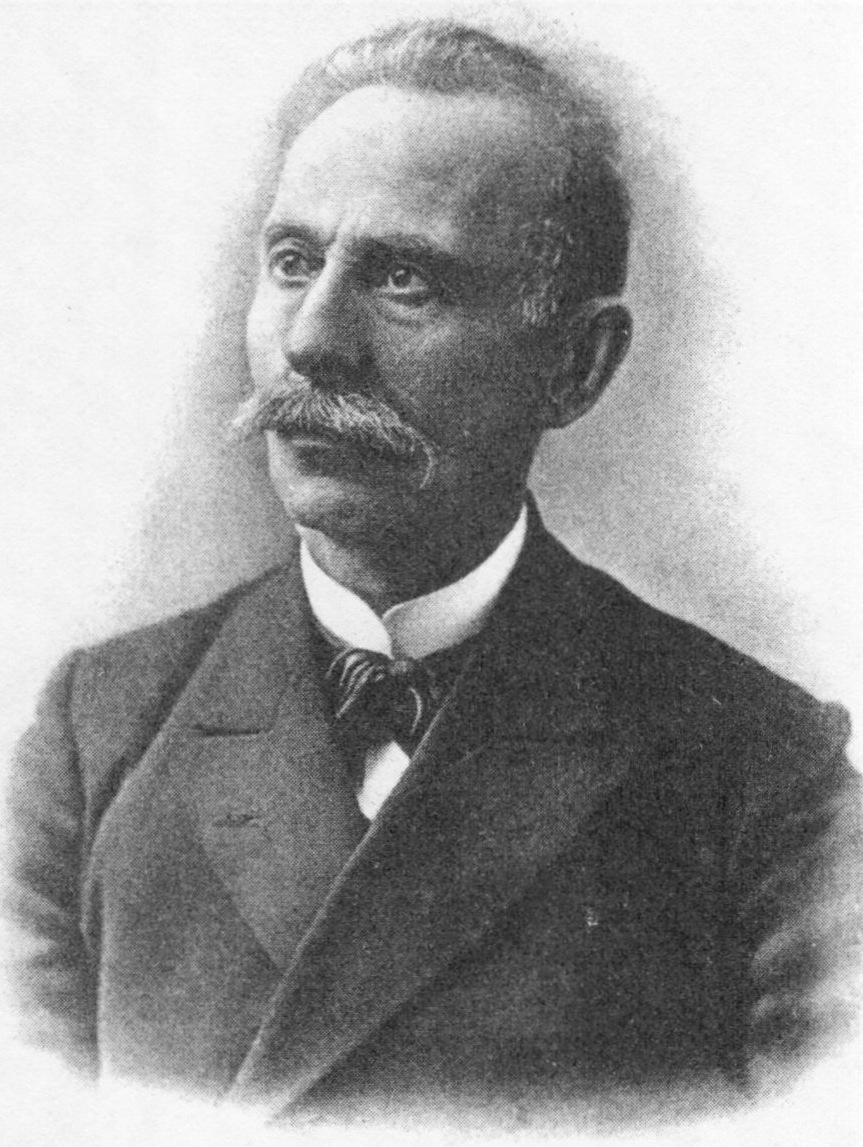
İsmail Gasprinski (İsmail Gaspıralı)

Die krimtatarische Literatur ist die Literatur der Krimtataren in der krimtatarischen Sprache oder anderen Sprachen. Ihre Geschichte begann in der Zeit der Goldenen Horde (vom 13. Jahrhundert bis zur ersten Hälfte des 15. Jahrhunderts), erlebte ihre Blütezeit während des Krim-Khanats und wurde am Ende des 19. Jahrhunderts wiederbelebt.

## Geschichte

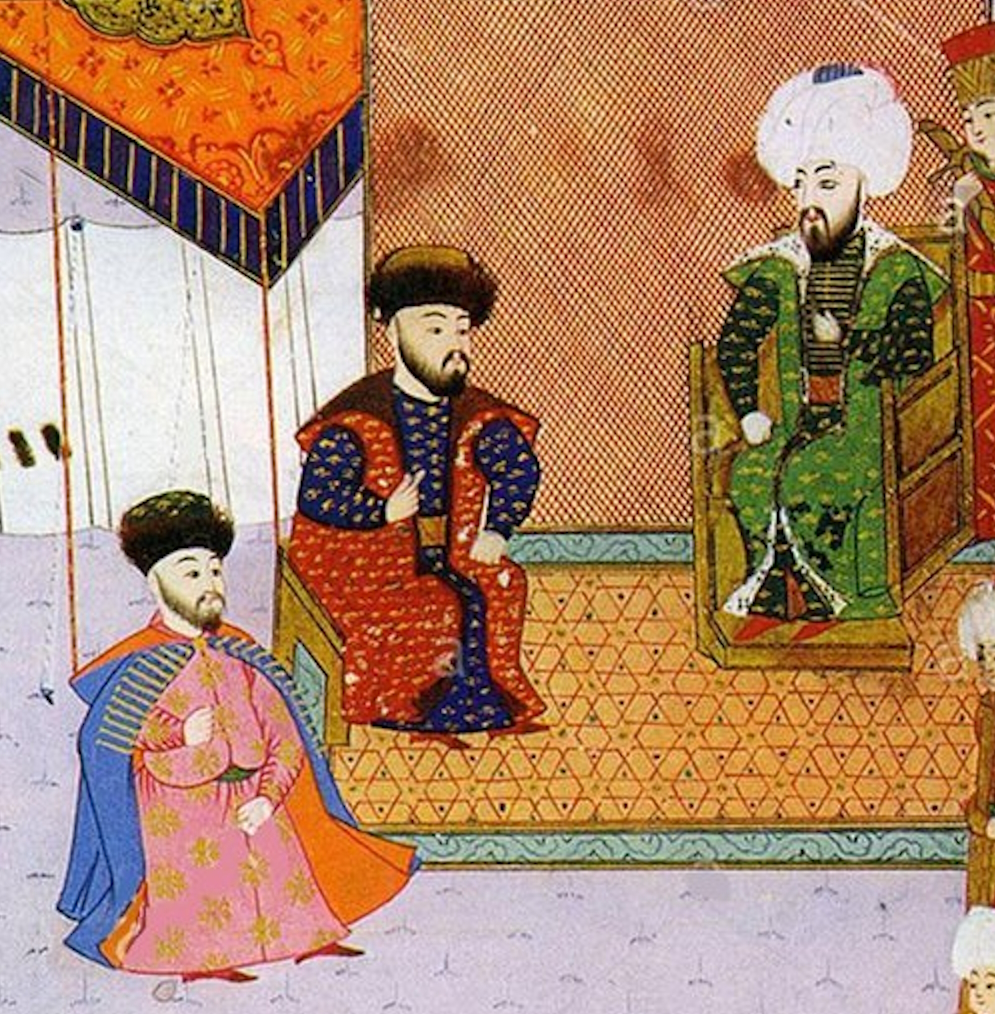
Meñli I. Giray mit seinem ältesten Sohn, dem späteren Khan Mehmed I. Giray, (links) und dem türkischen Sultan Bayezid II. (rechts)

Während der Herrschaft der Goldenen Horde entstand mit der Annahme des Islams die säkulare Palastpoesie, die auch als „Diwan-Literatur“ bezeichnet wird. Khan und Adel waren ihre Autoren. Die Khane waren auch die wichtigsten Mäzene der Poesie. 
Mit Beginn der russischen Herrschaft kam das literarische Leben der Krimtataren zum Erliegen. İsmail Gasprinski (İsmail Gaspıralı) schuf Ende des 19. und Anfang des 20. Jahrhunderts mit seinen Geschichten und Romanen eine neue Tradition der krimtatarischen Literatur. Die Deportation im Jahr 1944 unterbrach die literarische Tradition.

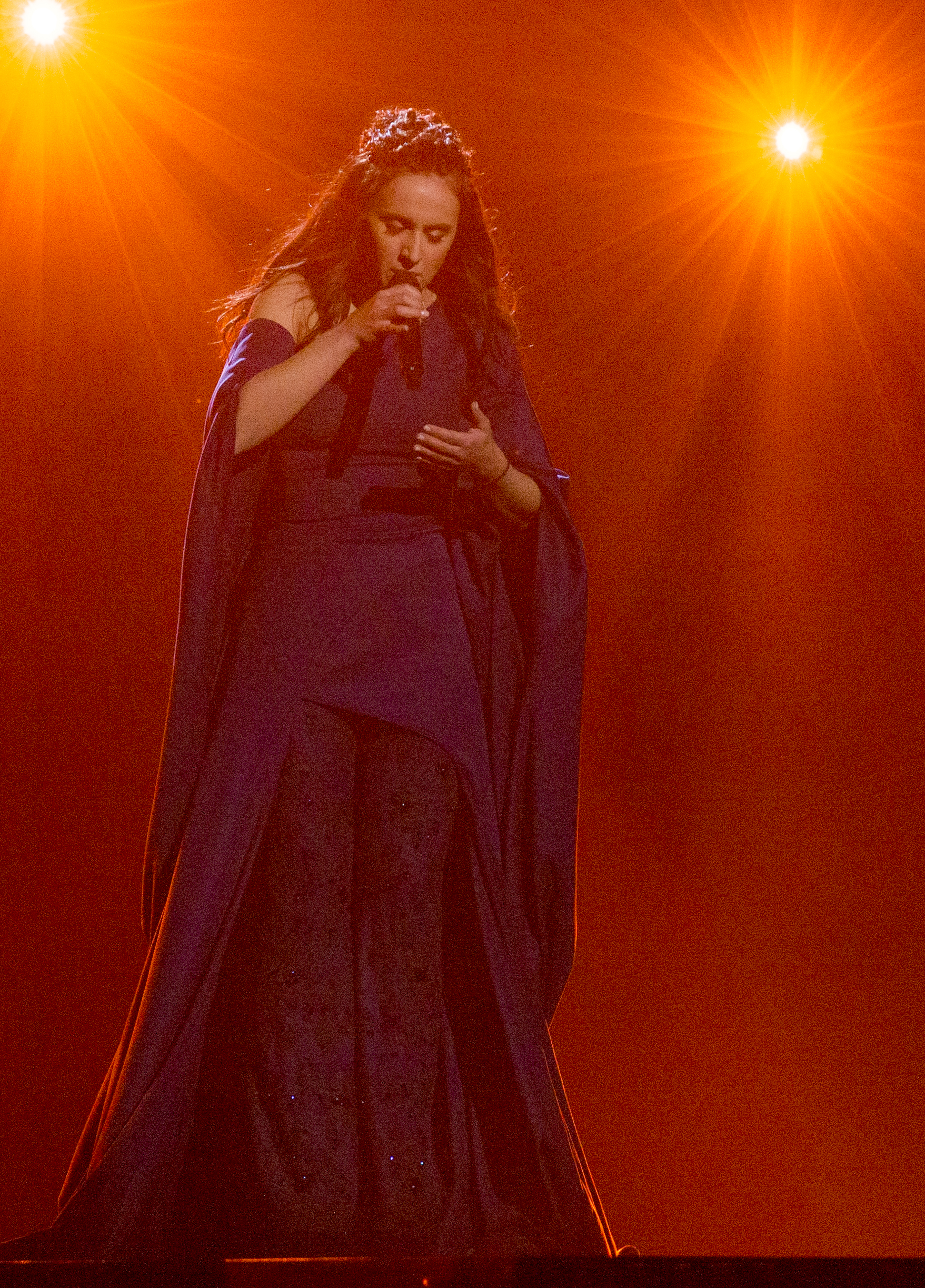
Die ukrainische Sängerin Jamala hatte ihr Lied 1944, mit dem sie den Eurovision Song Contest 2016 in Stockholm gewann, den deportierten Krimtataren gewidmet.

Der kanadische Politiker ukrainischer Abstammung Borys Wrzesnewskyj fasst die Tragödie der Krimtataren so zusammen: 

„Les oeuvres de la littérature tatare de Crimée ont été brûlées. Toutes les municipalités tatares de Crimée ont été rebaptisées. On leur a donné des noms russes. Les cimetières musulmans et les mosquées ont été rasés. Même la Grande Encyclopédie soviétique a radié de l'histoire les Tatars de Crimée. / dt. Die Werke der tatarischen Literatur auf der Krim wurden verbrannt. Alle tatarischen Gemeinden auf der Krim wurden umbenannt. Sie erhielten russische Namen. Muslimische Friedhöfe und Moscheen wurden dem Erdboden gleichgemacht. Sogar in der Großen Sowjetischen Enzyklopädie wurden die Krimtataren aus der Geschichte gestrichen.“

## Moderne Literatur

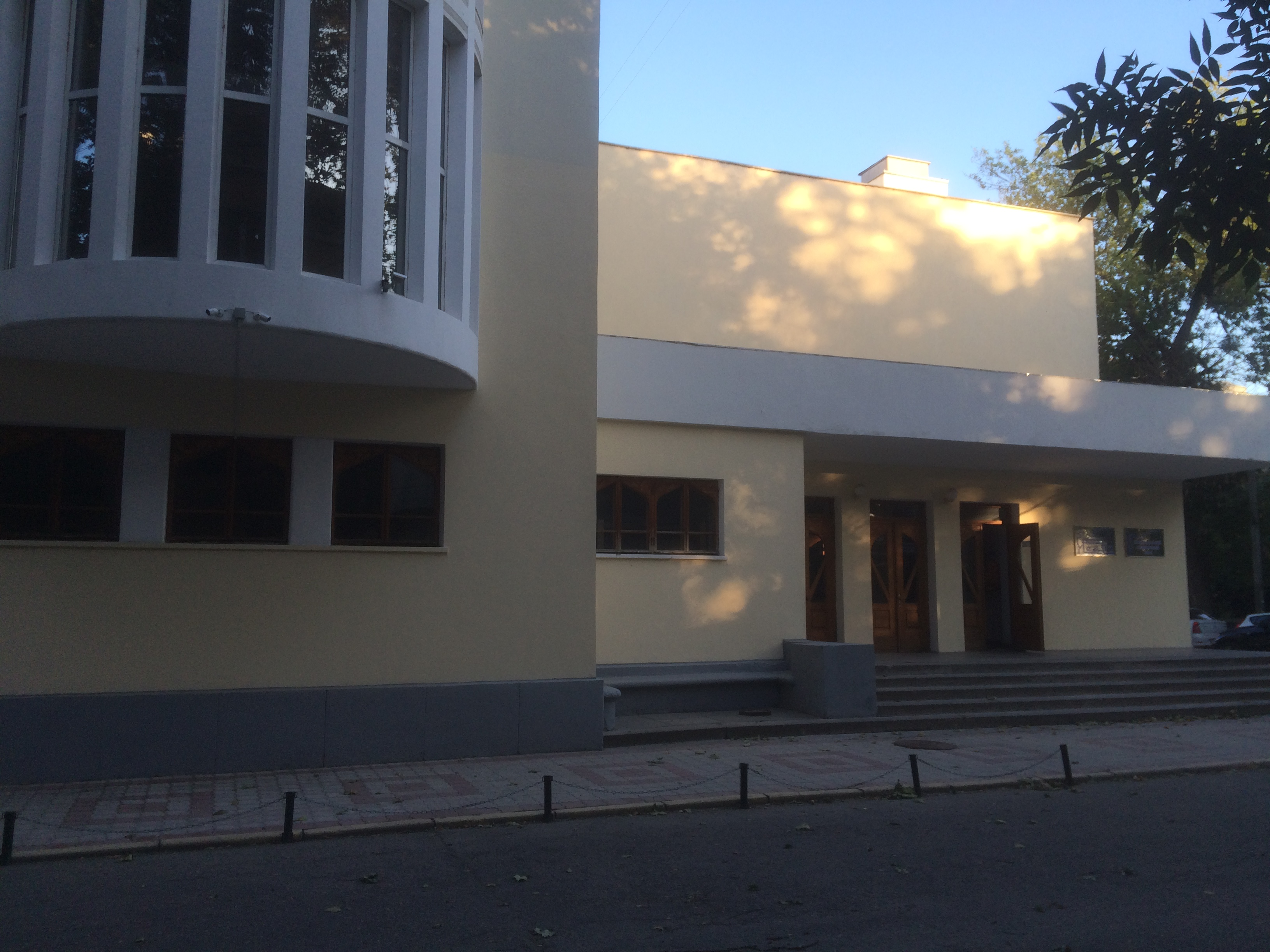
Akademisches Musik- und Schauspieltheater der Krimtataren

Die moderne krimtatarische Prosa ist geprägt von der traditionellen Kultur des Islams (Sufismus, Ethik des Koran). Der Einfluss der europäischen Postmoderne und Avantgarde ist begrenzt und findet sich bei Autoren wie Tair Chalilow und Gulnara Usseinowa. Zu den zeitgenössischen krimtatarischen Dichtern gehören Schakir Selim, Junus Kandym und Pewat Sety.
Es gibt eine Vereinigung krimtatarischer Schriftsteller. Literarische Werke werden in der Literaturzeitschrift Yıldız veröffentlicht.
Es gibt Preise für Werke in krimtatarischer Sprache, die nach verschiedenen Schriftstellern benannt wurden: den I.-Gasprinsky-Preis, den Eshref Shemyi-zade-Preis, den Bekir-Choban-zade-Preis sowie den Ahmed-Ihsan-Kyrymly-Preis.

## Übersetzungen
In jüngerer Zeit erschienen viele Werke in ukrainischen und russischen Übersetzungen.

## Persönlichkeiten
Zu den krimtatarischen Literaten zählen:
- Mahmud Kirimli[6] (zweite Hälfte des 12. Jahrhunderts)
- Abdul-Medschid Efendi
- Ussein Kefewij
- Mengli I Giray
- Bora Gasy
- Rammel Chodscha
- Aschik Umer
- Mustafa Cewheriy
- Leilja Biketsch
- Aschik Arif
- Dschanmuchammed
- Edip Efendi
- Chan-sade-chanum, die Frau von Khan Bakhadyr I Giray
- Bekir Çoban-zade
- Ismail Gaspirali (Gasprinski)
- Cengiz Dağcı